# Relaciones Brasil-Guyana
Las relaciones Brasil-Guyana se refieren a las relaciones internacionales que existen entre Brasil y Guyana.
Ambos países mantiene relaciones diplomáticas desde 1968.
Tienen una frontera de 1.605 km dominado por densos bosques. Mantiene una conexión terrestre por el puente sobre el río Tacutu que fue inaugurado en 2009.
Un alto asesor de Lula, Celso Amorim, participó en la reunión de los presidentes venezolano, Nicolás Maduro, y guyanés, Irfaan Ali, en San Vicente y las Granadinas de 2023.
Brasil tiene 800 kilómetros de frontera con el Esequibo, principalmente con el estado amazónico de Roraima. Existe seis municipios brasileños donde viven alrededor de 140 mil personas, de las cuales unos 40 mil son indígenas.

## Misiones diplomáticas residentes
- Brasil tiene una embajada en Georgetown y un vice-consulado in Lethem.[4]
- Guyana tiene una embajada en Brasilia y un consulado-general in Boa Vista.[5]

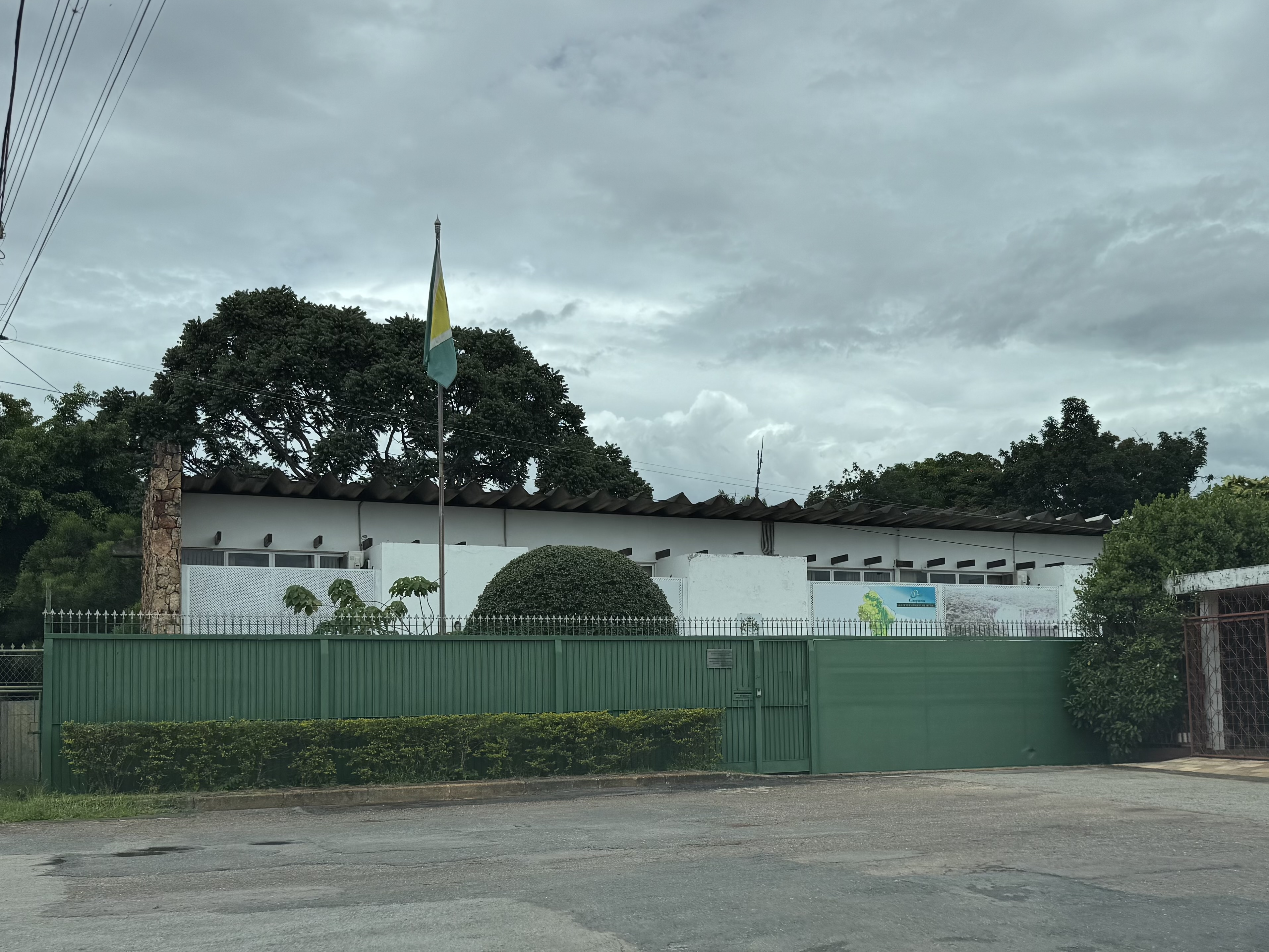
Embajada de Guyana en Brasilia